# Milan Majcen
Milan Majcen, slovenski gostilničar, partizan in narodni heroj, * 17. november 1914, Šentjanž pri Sevnici, † 29. oktober 1941, pri zaselku Murnce pri Šentjanžu. 

## Življenjepis
Milan Majcen je kot član izvršnega odbora društva kmetskih fantov in deklet sodeloval pri ustanavljanju teh društev na Dolenjskem. Član KPS je postal leta 1941. V njegovi gostilni pri Keršiču v Ljubljani so se zbirali člani KPS, Vzajemnosti ter marksistično usmerjena študentska in vajeniška mladina. Po ustanovitvi OF je sodeloval pri pripravah na oboroženo vstajo. Avgusta 1941 je bil aretiran, vendar je pobegnil in odšel v partizane, kjer je postal borec Molniške oziroma Mokrške čete. Vodstvo NOB ga je septembra 1941 poslalo na Dolenjsko, kjer je organiziral partizanske enote. Postal je komandir Mokronoške čete. Ko je četa pridobivala mladino za odhod v partizane z območja Šentjanža pri Sevnici je nemška policijska enota v Murncah obkolila hišo v kateri sta se zadrževala Majcen in soborec Janči Mevželj. V spopadu, ki je trajal nekaj ur, sta oba padla.
Po njem so poimenovali Ulico Milana Majcna v Spodnji Šiški.